# Palmer (grup de música)
Palmer és un grup de pop electrònic valencià. Els seus integrants són Aina Monferrer Palmer i Jordi Palau i defineixen el seu estil com a transfolk.

## Trajectòria
El grup va començar amb Aina Monferrer en solitari amb el nom artístic Aina Palmer, i Jordi Palau s'hi va incorporar per al segon disc. El primer disc, Psicopompa (2020) és farcit de cites filosòfiques i sonoritats urbanes, donant naixement a un nou moviment autoanomenat «xonisme intel·lectual» que practica una estètica kitsch i amb la influència d'Antònia Font, Senior i el Cor Brutal, Beach House, Erik Satie o Los Planetas. En les seues lletres hi ha una simbiosi entre aspectes formals de la filosofia i la quotidianitat mundana on trobar la transcendentalitat.
L'any 2021, va publicar fallanca, juntament amb Jordi Palau d'Orxata Sound System, una al·legoria d'estil pop punk i folk-pop de sis temes en què s'hi troba des de «mareta», que en paraules de Monferrer és «la típica cançó de bressol valenciana», fins a l'última carta del darrer alcalde republicà de Borriana quan li acabaven de comunicar la data del seu afusellament a «fusilao». El 2021, el grup van rebre el Premi Ovidi a millor lletra per «les ungles», la cançó amb més guitarra i influència punk del disc, i que també va servir d'avançament.
El 22 de febrer de 2022 va publicar el segon disc de durada llarga, SOLATGE. Respecte al disc anterior es prescindeix de la guitarra i s'opta per sons completament elèctrics. Pel que fa a les referències, s'inclouen mostrejadors de la veu de Concha Piquer, la retransmissió de Paco Nadal de la Final de l'Individual del 1995 entre el Genovés i Álvaro, l'himne del Barça i el del PP i la cançó «Flying free». Conté també una cançó amb un sermó de Sant Vicent Ferrer, es versiona l'Himne de l'Exposició i es reivindica a la guerrillera La Pastora. El disc s'acompanya d'un espectacle audiovisual, d'un fanzín i d'un lloc web on s'explica el procés creatiu del disc.
El 11 de abril de 2023 es va publicar el tercer disc de durada llarga, Derelicte. En aquest treball predominen sons electrònics inspirats per la música de la Ruta Destroy però incorporant elements actuals. Es tracta d'un disc festiu però amb lletres més intimistes i personals.
L'11 d'octubre de 2024 va treure, amb la discogràfica Poni de Troia, Conxorxa, d'estil autodefinit com Transfolk. Tracta temes d'actualitat com la lluita pel territori, l'habitatge i el canvi climàtic. El disc va ser guardonat als Premis Ovidi de 2024 a la categoria de "millor disc d'electrònica i hip-hop".

## Discografia
| • Psicopompa (2020) |
| --- |
| 1. Estètica Anestèsica 2. Kant 3. Apuntala'm la vida 4. Poemes 5. Aristòtil 6. Ambre 7. Freud 8. Nietzsche 9. Somnis 10. Lao Tsé 11. Lawrence Quàntic 12. Epíleg |

| • fallanca (2021)                                                           |
| --------------------------------------------------------------------------- |
| 1. les ungles 2. fènix 3. mareta 4. vestit de flors 5. pantomima 6. fusilao |

| • SOLATGE (2022) |
| --- |
| 1. AIXARQUIA 2. +Q1CLUB 3. MATILDETA 4. XIMO BRAVO 5. AUTOODI 6. INTERLUDI 7. JUVENTUT ALCALOIDE 8. XIQUET DE SIMAT 9. 'LA PASTORA' aka FLORENCIO 10. bonus track: TERRA MÍTICA |

| • Derelicte (2023)                                                                    |
| ------------------------------------------------------------------------------------- |
| 1. Me caus fatal 2. Semat 3. Amort 4. Llombriu 5. Xusma 6. Desubicà 7. Àguila Frontex |

| • Conxorxa (2024) |
| --- |
| 1. Aksac del món nou 2. Dimonis 3. Seguidilles mamarratxis 4. Petenera hipotecà 5. Bunker barraqueta 6. Fandango transfolk 7. Si la taronja no se gela 8. Nadala del desert |